# Hustadvika (kommune)
62°56′N 7°12′Ø / 62.933°N 7.200°Ø
Hustadvika  er en kommune i Møre og Romsdal fylke i Norge, som blev etableret 1. januar 2020 ved sammenlægning af kommunerne Eide og Fræna. Kommunen grænser til Molde i syd, Gjemnes i sydøst, Aukra i vest og over fjorden til Averøy i øst.
Navnet henviser til at kommunen ligger ved havområdet Hustadvika.
Fjellet Stemshesten skilte de to kommuner fra hinanden, og ligger nu midt i kommunen. 

## Geografi
Ud for kysten af Hustadvika ligger havområdet med samme navn. I Hustadvika ligger  en række småøer og skær som strækker seg langt ud fra land. Store dele af kommunen består af moseområder, især omkring Hustad, Bud og Vevang mod nord i kommunen. Der ligger også flere større moseområder mellem Sylte og Elnesvågen og i  Malmedalen. De østlige dele af Hustadvika består af småbjerge med toppe på 600–1000 meter over havet. Kommunens højeste fjeld er Snøtinden (1.026,5 moh.), på grænsen til Gjemnes.
Bjergrunden i kommunen er af grundfjeldsalder, men er påvirket af den kaledonske fjeldkædefoldning (no). Dette har givet bjerggrunnen en strøgretning sydvest–nordvest, som for det meste består af forskellige typer gneisbjergarter. I fjeldområdet nord for Fræneidet og langs Kornstadfjorden er der forekomst af kalksten og marmor. Ved kysten nord for Hustadbukta er der et område med gabbro.

## Samfund
De fleste indbyggere i Hustadvika bor langs kysten. Byerne Elnesvågen og Tornes ligger ved fjordmundingen og Sylte og Malme ligger inderst ved Malmefjorden. Byen Eide ligger på østsiden af kommunen, ved Kornstadfjorden. Langs Herøyfjorden og Hustadvika i nord er der også jævn bebyggelse, og her ligger byerne Bud og Herland. Kommunens største by  er kommunecenteret Elnesvågen med 2.630 indbyggere per 1. januar 2019.

### Trafik
Fylkesvej 64 mellem Åndalsnes, Molde og Kristiansund går gennem kommunen, og passerer byen Eide. Atlanterhavsvejen er en del af fylkesvej 64. Fylkesvej 529 går vestover mellem Malme og Aukra, fylkesvej 664 langs kysten fra Elnesvågen til Bud og fylkesvej 663 går gennem de indre dele af kommunen fra Moen til Hustad og Vevang i nord.

### Uddannelse
Den videregående skole Hustadvika videregående skole ligger i Elnesvågen.
Der ligger tolv grundskoler i Hustadvika kommune.

## Historie
Hustadvika kommune blev etableret den 1. januar 2020 ved sammenlægning af kommunerne Eide og Fræna.

## Kultur

### Kommunevåben
Kommunevåbnet for Hustadvika kommune har fået titlen «Plogen og fisken» og repræsenterer to vigtige erhverv for kommunen: landbrug og fiskeri. Kommunevåbnet der har fået et enkelt og moderne udtryk er skabt af digteren Øystein Hauge og kunstneren Madlen Behrendt som har stået for idé og ueformning af det heraldiske udtryk for Hustadvika kommune.